# Diocesi di Fronta
La diocesi di Fronta (in latino: Dioecesis Frontensis) è una sede soppressa e sede titolare della Chiesa cattolica.

## Storia
Fronta, forse identificabile con Oued El Abtal (Uzès-le-Duc in epoca coloniale, localmente Fortassa) nell'odierna Algeria, è un'antica sede episcopale della provincia romana della Mauritania Cesariense.
Unico vescovo conosciuto di questa diocesi africana è Donato, il cui nome appare al 58º posto nella lista dei vescovi della Mauritania Cesariense convocati a Cartagine dal re vandalo Unerico nel 484; Donato, come tutti gli altri vescovi cattolici africani, fu condannato all'esilio.
Dal 1933 Fronta è annoverata tra le sedi vescovili titolari della Chiesa cattolica; l'attuale vescovo titolare è Josef Grünwald, già vescovo ausiliare di Augusta.

## Cronotassi

### Vescovi residenti
- Donato † (menzionato nel 484)

### Vescovi titolari
- Tadeu Henrique (Jude) Prost, O.F.M. † (23 agosto 1962 - 2 agosto 1994 deceduto)
- Josef Grünwald, dal 21 febbraio 1995